# Tô Châu Viên Lâm
Vườn cây cảnh cổ điển Tô Châu (tiếng Trung: 苏州园林, Tô Châu Viên Lâm) là một kiến trúc lâm viên nằm tại nội thành Tô Châu, được công nhận là Di sản thế giới của UNESCO từ năm 1997. Nó là đại diện quan trọng của Lâm viên Giang Nam. Bắt đầu từ thời Xuân Thu (514 TCN), hình thành thời Ngũ Đại, hoàn thành thời nhà Tống, hưng thịnh thời nhà Minh và Thanh. Đến cuối triều đại nhà Thanh, thì Tô Châu có khoảng 200 vườn cây cảnh đặc sắc, hiện nay có 69 nơi được bảo tồn hoàn chỉnh, có 19 nơi là vườn cây cảnh mở, và tất cả chúng đều là Di sản quốc gia được bảo vệ.
Chiếm diện tích không lớn, nhưng lại thể hiện không gian, bố cục và thủ pháp độc đáo, hài hòa với cảnh quan môi trường xung quanh, biến hóa vô cùng. Thời Xuân Thu, nơi đây là kinh thành nước Ngô. Cho đến nay, Tô Châu đã có hơn 2500 năm lịch sử. "Giang Nam viên lâm giáp thiên hạ, Tô Châu viên lâm quán Giang Nam" ý nghĩa rằng, Giang Nam có những khu vườn đẹp nhất trần đời, Tô Châu có những khu vườn đẹp nhất Giang Nam. Các khu vườn cổ của Tô Châu sơn thủy hữu tình, vừa giản dị nhưng cũng rất cổ kính và lãng mạn. Trong đó phải kể đến một số vườn như Chuyết Chính Viên, Lưu Viên, Võng Sư Viên, Hoàn Tú Sơn Trang, Thương Lang Đình, Sư Tử Lâm Viên, Nghệ Phố, Ngẫu Viên, Thoái Tư Viên. Đây là một trong những khu vườn tiêu biểu cho vườn cổ điển tại Tô Châu.

## Mô tả
Vườn cổ điển tại Tô Châu là nơi hội tụ tinh hoa nghệ thuật kiến trúc vườn của Trung Hoa, giản dị, tinh tế và lãng mạn, vừa có vẻ đẹp tự nhiên, vừa có nét độc đáo riêng của nghệ thuật tạo vườn, có thể nói đây là khu vườn tiêu biểui cho nghệ thuật kiến trúc vườn của Trung Hoa.
Về kết cấu và phong cách đều có những nét riêng. Đình đài miếu mạo, đường sá, cầu cống, hang động, núi non, cây cỏ, hoa lá, đều đa dạng và phong phú. Tuy nhiên mỗi triều đại của Trung Quốc đều có một công trình tiêu biểu trong khu vườn này. Tiêu biểu cho nhà Tống là đình Thương Lãng, tiêu biểu cho nhà Nguyên là Sư Tử Lâm Viên, tiêu biểu cho nhà Minh là Chuyết Chính Viên và tiêu biểu cho phong cách nghệ thuật tạo vườn của nhà Thanh là Lưu Viên. Theo thống kê, Tô Châu có đến hơn 100 khu vườn, mỗi khu vườn có một nét đẹp riêng. Hàng năm, vườn cổ Tô Châu thu hút hàng trăm lượt khách đổ về đây tham quan, thưởng ngoạn và là bối cảnh quay các bộ phim cổ trang mà không cần phim trường. Trong các năm 1997 và 2000 có 9 khu vườn cây cảnh ở Tô Châu (8 trong số đó nằm tại Tô Châu và 1 nằm tại thị trấn cổ Đồng Lý) được UNESCO công nhận là Di sản thế giới.

## Tiêu chuẩn
UNESCO đã công nhận các vườn cây cảnh ở Tô Châu vì đã đạt những tiêu chí sau：
- (i) Đại diện cho một thành tựu nghệ thuật độc đáo và đặc sắc, một loại kiệt tác thiên tài có tính sáng tạo;
- (ii) Biểu lộ sự thay đổi quan trọng của các giá trị con người, trên một khoảng thời gian hay trong một khu vực văn hóa của thế giới, dựa trên các phát triển trong kiến trúc hay công nghệ, các nghệ thuật kỷ niệm, quy hoạch đô thị hay thiết kế cảnh quan;
- (iii) Mang theo bằng chứng duy nhất hay ít nhất là hiếm có về truyền thống văn hóa hay về nền văn minh còn tồn tại hay đã biến mất；
- (iv) Là ví dụ nổi bật của kiểu xây dựng, tổng thể kiến trúc hay công nghệ hoặc cảnh quan, minh họa cho (các) giai đoạn quan trọng trong lịch sử nhân loại;
- (v) Là ví dụ nổi bật của sự định cư nhân loại truyền thống, sử dụng đất, hay sử dụng biển, mà nó là đại diện của nền văn hóa (hay các nền văn hóa), hay tương tác của con người với môi trường, đặc biệt là khi nó trở thành dễ bị tổn thương dưới tác động của biến đổi không thể đảo ngược;

## Danh sách
| Hình ảnh | Tên                                                       | Năm công nhận | Ghi chú                                         |
| -------- | --------------------------------------------------------- | ------------- | ----------------------------------------------- |
|          | Chuyết Chính Viên (拙政园/拙政園; Zhuōzhèng Yuán)         | 1997          | Đại diện cho phong cách nghệ thuật thời Minh.   |
|          | Lưu Viên (留园/留園; Liú Yuán)                            | 1997          | Đại diện cho phong cách nghệ thuật thời Thanh.  |
|          | Võng Sư Viên (网师园/網師園; Wǎngshī Yuán)                | 1997          |                                                 |
|          | Hoàn Tú Sơn Trang (环秀山庄/環秀山莊; Huánxiù Shānzhuāng) | 1997          |                                                 |
|          | Ngẫu Viên (耦园/耦園; Ŏu Yuán)                            | 2000          |                                                 |
|          | Nghệ Phố (艺圃/藝圃; Yì Pǔ)                               | 2000          |                                                 |
|          | Thương Lãng Đình (沧浪亭/滄浪亭; Cāng Làng Tíng)          | 2000          | Đại diện cho phong cách nghệ thuật thời Tống.   |
|          | Sư Tử Lâm Viên (狮子林园/獅子林園; Shī Zǐ Lín Yuán)       | 2000          | Đại diện cho phong cách nghệ thuật thời Nguyên. |
|          | Thoái Tư Viên (退思园/退思園; Tuìsī Yuán)                 | 2000          |                                                 |